# Ferenc Hatlaczky
Ferenc Hatlaczky (17 gennaio 1934 – 8 settembre 1986) è stato un canoista ungherese.

## Palmarès

### Olimpiadi
- 1 medaglia:
  - 1 argento (Melbourne 1956 nel K-1 10000 metri)

### Mondiali
- 5 medaglie:
  - 1 oro (Mâcon 1954 nel K-1 10000 m)
  - 3 argenti (Mâcon 1954 nel K-1 4x500 m; Praga 1958 nel K-1 1000 m; Praga 1958 nel K-1 4x500 m)
  - 1 bronzo (Mâcon 1954 nel K-1 1000 m)